# Бегановский, Николай
Николай Бегановский (пол. Mikołaj Bieganowski; ок. 1601 — 3 мая 1674) — польский военный и государственный деятель, дипломат и меценат. Обозный кварцяного войска на Украине (1638—1645), подстолий львовский (1643—1644), хорунжий львовский (1644—1658), староста мостовский (1646), каштелян подляшский (1658—1660), каштелян каменецкий (1660—1674).

## Биография
Представитель польского шляхетского рода Бегановских герба «Гржимала». Сын хорунжего калишского Станислава Бегановского. Участник войн Речи Посполитой против Швеции (1625—1629), крымских татар и украинских казаков. В 1630 году он участвовал в подавлении казацко-крестьянского восстания на Украине под руководством гетмана Тараса Трясило. В 1633 году Н. Бегановский принимал участие в битве с татарами под Каменецем в Подолии. В 1637 году участвовал в битве против восставших казаков под Кумейками. В следующем 1638 году Николай Бегановский принимал участие в подавлении казацко-крестьянского восстания под руководством Якова Острянина и Дмитрия Гуни. В битве с казаками под Голтвой он носил звание обозного и командовал полком немецкой пехоты.
Н. Бегановский был одним из свидетелей в завещании великого гетмана коронного Станислава Конецпольского.
В 1648 году Николай Бегановский в составе польской армии участвовал в неудачной битве с казаками Богдана Хмельницкого и татарами Тугай-бея под Корсунем. Затем он попал в плен. После побега из плена Н. Бегановский принимал участие в битвах под Берестечком в 1651 году и Батогом в 1652 году. Вскоре после этого он вынужден был завершить свою военную карьеру.
Николай Бегановский также был известен своей дипломатической деятельностью. Неоднократно участвовал в дипломатических миссиях в Турции и Крымском ханстве. В 1647 году — дипломатический агент Речи Посполитой в Османской империи, в 1654 году — посол республики в Османской империи. Благодаря его усилиям, польское правительство в 1654 году получило помощь от османского султана, который приказал своему вассалу, крымскому хану, поддержать Польшу в войне против Русского государства из-за Украины.
В 1655 году Н. Бегановский от имени восточных провинций Речи Посполитой подписал акт о капитуляции перед Швецией. В 1655 году он стал членом Тышовецкой конфедерации, созданной польскими магнатами и шляхтой для борьбы против шведских захватчиков. В 1667 году был избран членом Скарбового Коронного трибуната.
В 1656 году Николай Бегановский предоставил денежные средства для строительства костёла Святого Казимира во Львове, где позже был похоронен 21 августа 1674 года. Также он финансировал строительство новых культурных сооружений этого порядка в двух городах — Люблине и Казимеже.

## Должности
Подстолий львовский с 1641 года, хорунжий львовский с 1644 года, каштелян подляшский с 1658 года и каменецкий с 1660 года, староста янувский с 1663 года и мостовской с 1646 года. Не принял предлагаемых ему королем Яном Казимиром должностей белзкого, позднее черниговского воеводы.

## Брак
В 1646 году Николай Бегановский женился на Урсуле Гродзицкой (урожденной Кросновской), вдове польского архитектора и военного инженера Павла Гродзицкого.